# Gråzon (nationellt tillstånd)
En gråzon avser ett nationellt tillstånd mellan fred och krig.
Aktiviteter som förknippas med begreppet gråzonsproblematik:2 är tillvägagångssätt som påtryckningar, spridning av desinformation, sanktioner, sabotage, underrättelseverksamhet, terrorhandlingar, infiltration, cyberattacker, påverkansoperationer eller angrepp på viktig infrastruktur. Det kan ske både öppet och dolt.:2 Även ryktesspridning, motsägelsefull information, kriminell verksamhet samt nätverksoperationer kan omfattas av begreppet gråzonsproblematik.:2 Initialt kan det vara svårt att förstå om det som sker utgör medvetna handlingar eller inte.:2
Tänkbara medel är politiska, ekonomiska, psykologiska och militära.:2
Syftet kan vara att påverka ett lands intressen, handlingsfrihet, förmågor eller agerande. Till exempel att justera sin politik, att hindra det från att ta emot eller komma andra till hjälp, att försvaga det inför en militär konflikt, eller att belasta samarbeten mellan länder.:2

## Fotnoter